# Laterální kanál
Laterální kanál är en kanal i Tjeckien. Den ligger i den centrala delen av landet, 26 km norr om huvudstaden Prag.